# Jikiden Reiki
Jikiden Reiki ist das unveränderte traditionelle japanische Reiki, eines der zahlreichen Verfahren der manuellen Körperarbeit. Eine Wirksamkeit der Methode ist wissenschaftlich nicht belegt.

## Geschichte

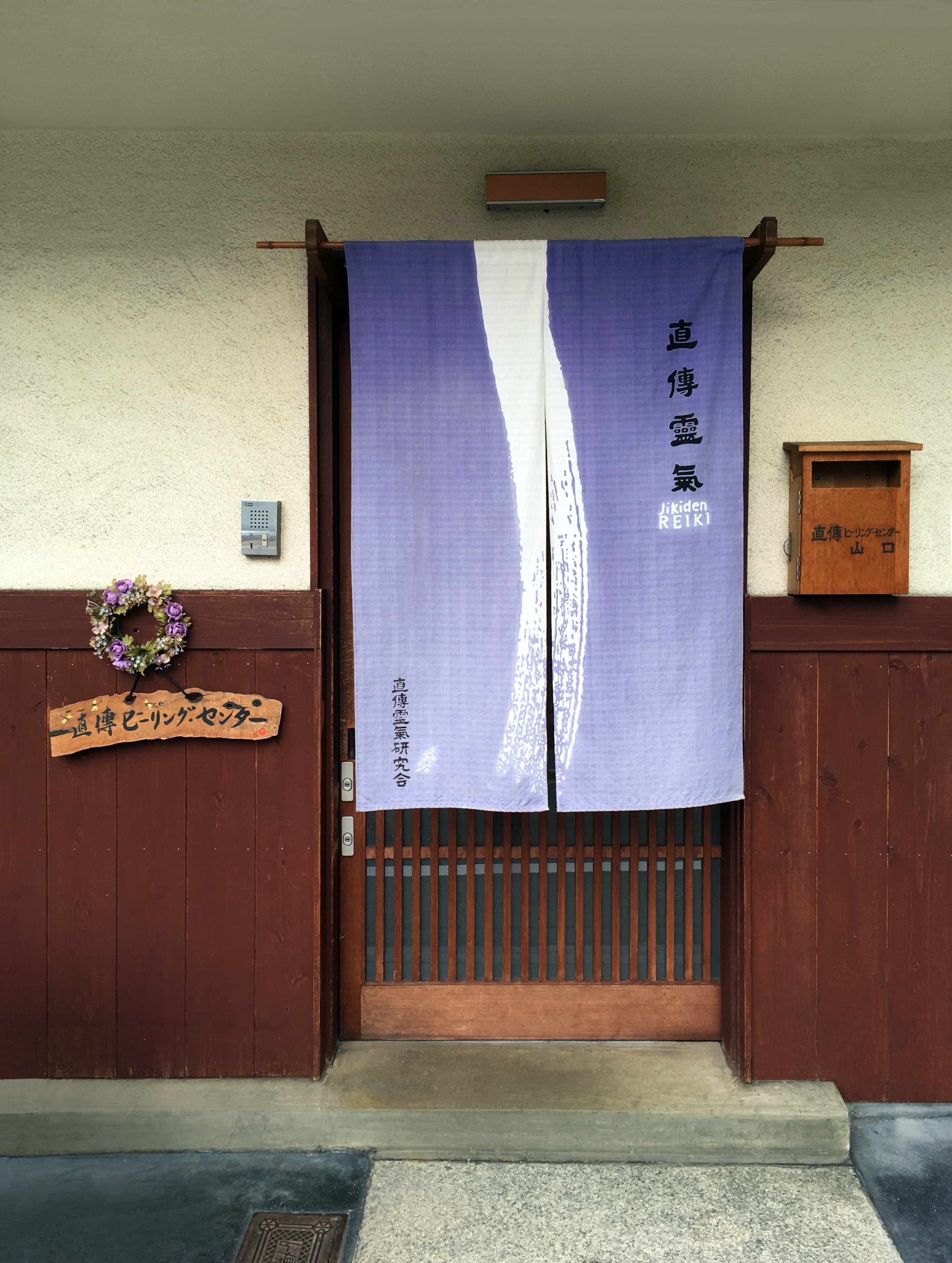
Jikiden Reiki Kenkyukai, Kyoto, Japan

Die Reiki-Lehre die vorgeblich zur ganzheitlichen Förderung der Gesundheit dient, geht auf den Japaner Mikao Usui zurück. Er gibt an 1922 während eines Aufenthaltes in einem Zen-Kloster auf dem Berg Kurama in Kyoto erleuchtet worden zu sein und entwickelte mit seinen Kenntnissen aus Shintoismus und Buddhismus die „Usui-Behandlungsmethode zur Verbesserung von Körper und Geist“ (jap. 心身改善臼井氣療法, „Shin Shin Kaizen Usui Reiki Ryoho“).
1922 gründete Usui die Organisation „Usui Reiki Ryoho Gakkai“, die heute noch besteht, wie im Buch Das ist Reiki beschrieben wird. Er bildete 20 Schüler im Shihan-Level aus, die auch selber Lehrer unterrichten durften, einer davon war der Marinearzt Chujiro Hayashi. Chiyoko Yamaguchi (1921–2003) erlernte Reiki 1938 von Chujiro Hayashi und praktizierte es in unveränderter Form.
Yamaguchi gründete 1999 zusammen mit ihrem Sohn Tadao Yamaguchi das Institut Jikiden Reiki Kenkyukai in Kyoto und unterrichtete Reiki, wie sie es von ihren Familienmitgliedern übernahm, die wiederum von Hayashi gelernt hatten. Aus diesem Grund gab sie der Schule den Namen (jap. 直傳靈氣) Jikiden Reiki. Das Wort „Jikiden“ wird in den traditionellen japanischen Künsten oft verwendet und bedeutet „direkte Lehre“.
2003 verstarb Chiyoko Yamaguchi im Alter von 82 Jahren. Ihr Sohn Tadao Yamaguchi trat ihre Nachfolge an.
In Japan wurde das von Mikao Usui gelehrte Reiki von Chujiro Hayashi und Chiyoko Yamaguchi nicht mit anderen Techniken vermischt. Der Ausdruck „Jikiden Reiki“ ist keine neue Reiki-Form, sondern die traditionelle Lehre.

## Schreibweise
Ursprünglich wurde das Wort Reiki in Japanisch in einer älteren Kanji-Version geschrieben. Für das Wort Ki wurde das Kanji 氣 verwendet. In der modernen Form wird das Kanji 気 vereinfacht geschrieben. Im Jikiden Reiki wird die alte Schreibweise bevorzugt, weil das Kanji, dass das Zeichen für „Reis“ enthält vorgeblich Energie ausstrahle.

## Konzept
Im Jikiden Reiki wird das sogenannte Byosen postuliert, das die Abstrahlung beschreibt, die angeblich von Körperstellen ausgeht, bei denen sich Blockaden, Verspannungen und Verklebung von Gewebefasern befinden. Es handelt sich dabei dem Konzept nach um Stauungen, die die Körperflüssigkeiten und den Energiefluss blockieren. Jikiden Reiki soll durch das Wahrnehmen des Byosens und durch das gezielte Auflegen der Hände Blockaden lösen. Es wird auch als alternative Behandlungsmethode im Krankenhaus angewendet. Im Universitätsklinikum St. Pölten werden Mitarbeitende darin ausgebildet.
Die medizinische Wirksamkeit von Jikiden Reiki ist nicht belegt. Es kann keine medizinischen Behandlungen ersetzen.

## Ausbildung
In der kostenpflichtigen Ausbildung wird nur durch Shihankaku und Shihan unterrichtet, die vom Institut Jikiden Reiki Kenkyukai in Japan autorisiert sind. Der Kursinhalt ist weltweit standardisiert.
Die Ausbildungsstufen sind
- Shoden, Anfänger
- Okuden, Fortgeschrittener
- Shihankaku, Assistenzlehrer, darf Shoden unterrichten
- Shihan, Lehrer, darf Shoden und Okuden unterrichten
- Dai Shihan, Senior-Lehrer, darf Shoden, Okuden und Shihankaku unterrichten

Shihankaku oder Shihan kann nur jemand werden, der die nötigen Praxisstunden und Anzahl an Erfahrungen mit Klienten vorweisen kann.
Der Aufbau der Ausbildung folgt dem für traditionelle japanische Künste typischen Iemoto-System, bei dem die Lehrer nur diejenigen unterrichten dürfen, die bezüglich der Lernerfahrung zwei Level unter ihnen sind. Der Lehrer wird in Japan mit dem Begriff Sensei angesprochen, was übersetzt bedeutet „der, der vorangeht“. Shihan werden dementsprechend nur von Tadao Yamaguchi (Daihyo, Repräsentant/Vorsitzender) und Frank Arjava Petter (Daihyo Daiko, Vize-Repräsentant) ausgebildet. Den Grad des Dai Shihan vergibt nur Tadao Yamaguchi. Die direkte Linie ist Mikao Usui > Chujiro Hayashi > Chiyoko Yamaguchi > Tadao Yamaguchi > alle autorisierten Lehrer.
Yamaguchi hat zusätzlich die NPO IJRA (International Jikiden Reiki Association, jap. 国際直傳靈氣協会) gegründet.

## Kongress
In regelmäßigen Abständen findet der Jikiden Reiki World Congress statt, um Praxiserfahrungen auszutauschen.
- 2014 Barcelona
- 2016 Kyoto
- 2018 Buenos Aires[8]
- 2019 Vancouver[9]